# 2:40-Stunden-Rennen von Lime Rock 2023

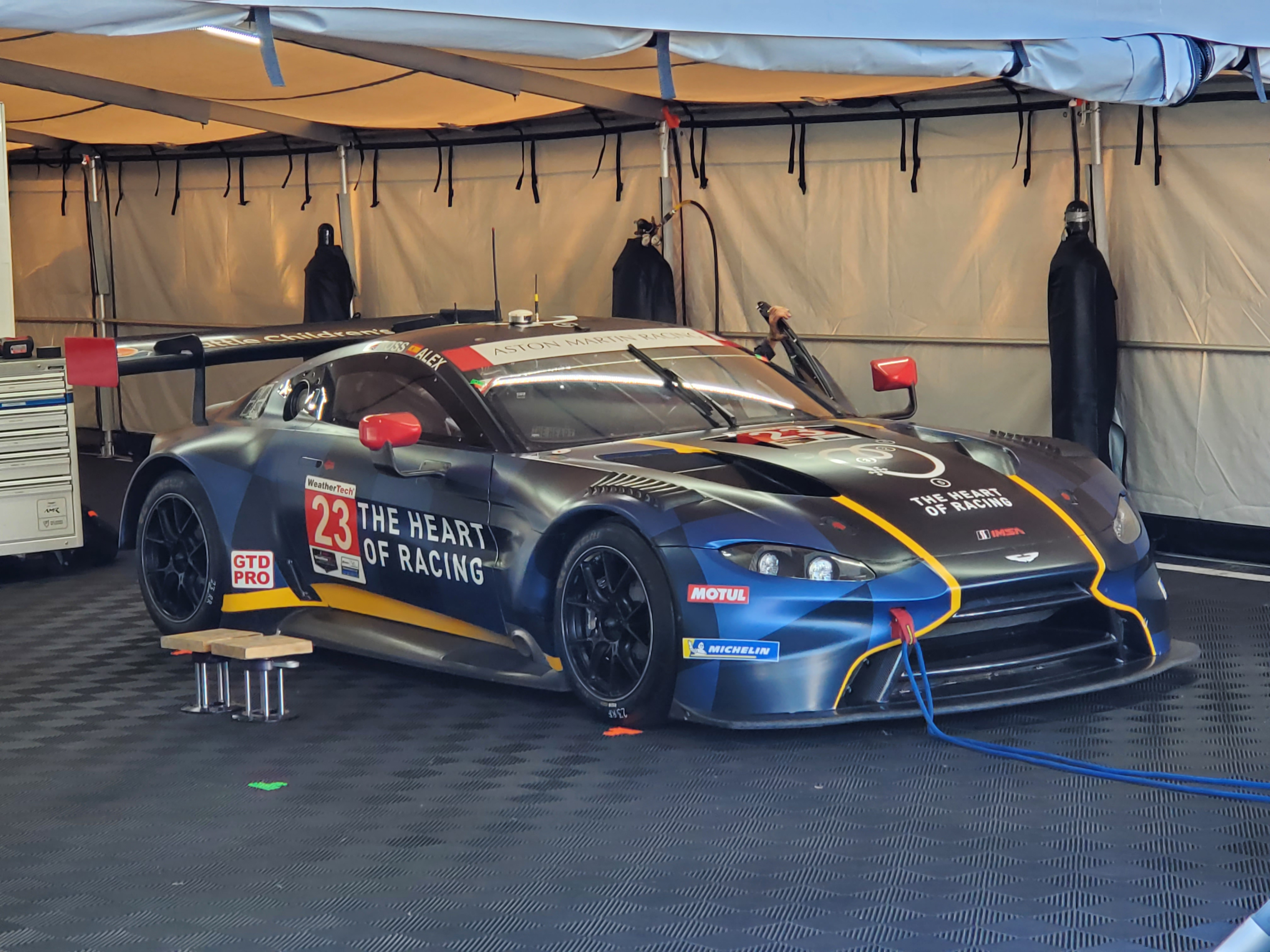
Aston Martin Vantage AMR GT3 mit der Startnummer 23, Siegerwagen von Ross Gunn und Alex Riberas

Das 2:40-Stunden-Rennen von Lime Rock 2023, auch 2023 Northeast Grand Prix, fand am 22. Juli auf der Rennstrecke von Lime Rock Park statt und war der siebte Wertungslauf der IMSA WeatherTech SportsCar Championship dieses Jahres.

## Das Rennen
Das Rennen in Lime Rocke war eine der beiden Rennveranstaltungen der IMSA-Serie, bei der nur GT-Wagen startberechtigt waren. Nach 2 Stunden Fahrzeit kamen die ersten vier Wagen des Gesamtklassements innerhalb von 1,1 Sekunden ins Ziel. Nach der letzten Gelbphase führte 25 Minuten vor dem Rennende Ross Gunn im Aston Martin Vantage AMR vor Ben Barnicoat im Lexus RC F GT3, Klaus Bachler im Porsche 911 GT3 R (992) und Antonio García im Chevrolet Corvette C8.R GTD. In dieser Reihenfolge beendeten die vier Fahrzeuge auch das Rennen.

## Ergebnisse

### Schlussklassement
| 1           | GTD-Pro | 23 | Heart of Racing Team                   | Ross Gunn Alex Riberas            | Aston Martin Vantage AMR GT3  | 168 |
| 2           | GTD-Pro | 14 | Vasser Sullivan Racing                 | Ben Barnicoat Jack Hawksworth     | Lexus RC F GT3                | 168 |
| 3           | GTD-Pro | 9  | Pfaff Motorsports                      | Klaus Bachler Patrick Pilet       | Porsche 911 GT3 R (992)       | 168 |
| 4           | GTD-Pro | 3  | Corvette Racing                        | Antonio García Jordan Taylor      | Chevrolet Corvette C8.R GTD   | 168 |
| 5           | GTD     | 27 | Heart of Racing Team                   | Roman De Angelis Marco Sørensen   | Aston Martin Vantage AMR GT3  | 168 |
| 6           | GTD     | 92 | Kelly-Moss with Riley                  | Julien Andlauer Alec Udell        | Porsche 911 GT3 R (992)       | 168 |
| 7           | GTD     | 77 | Wright Motorsports                     | Alan Brynjolfsson Trent Hindman   | Porsche 911 GT3 R (992)       | 168 |
| 8           | GTD     | 96 | Turner Motorsport                      | Robby Foley Patrick Gallagher     | BMW M4 GT3                    | 168 |
| 9           | GTD     | 78 | Forte Racing Powered by US RaceTronics | Misha Goikhberg Loris Spinelli    | Lamborghini Huracán GT3 Evo 2 | 168 |
| 10          | GTD     | 66 | Gradient Racing                        | Katherine Legge Sheena Monk       | Acura NSX GT3 Evo22           | 168 |
| 11          | GTD     | 80 | AO Racing Team                         | P. J. Hyett Sebastian Priaulx     | Porsche 911 GT3 R (992)       | 168 |
| 12          | GTD-Pro | 79 | WeatherTech Racing                     | Jules Gounon Daniel Juncadella    | Mercedes-AMG GT3 Evo          | 168 |
| 13          | GTD     | 1  | Paul Miller Racing                     | Bryan Sellers Madison Snow        | BMW M4 GT3                    | 168 |
| 14          | GTD     | 57 | HTP Winward Racing                     | Philip Ellis Russell Ward         | Mercedes-AMG GT3 Evo          | 168 |
| 15          | GTD     | 32 | Team Korthoff Motorsports              | Mikaël Grenier Mike Skeen         | Mercedes-AMG GT3 Evo          | 168 |
| 16          | GTD-Pro | 95 | Turner Motorsport                      | Bill Auberlen Chandler Hull       | BMW M4 GT3                    | 167 |
| 17          | GTD     | 12 | Vasser Sullivan Racing                 | Frankie Montecalvo Aaron Telitz   | Lexus RC F GT3                | 166 |
| Ausgefallen |         |    |                                        |                                   |                               |     |
| 18          | GTD     | 70 | Inception Racing                       | Brendan Iribe Frederik Schandorff | McLaren 720S GT3 Evo          | 102 |
| 19          | GTD     | 91 | Kelly-Moss with Riley                  | Alan Metni Kay van Berlo          | Porsche 911 GT3 R (992)       | 46  |
| 20          | GTD     | 94 | Andretti Autosport                     | Jarett Andretti Gabby Chaves      | Aston Martin Vantage AMR GT3  | 41  |

### Nur in der Meldeliste
Zu diesem Rennen sind keine weiteren Meldungen bekannt.

### Klassensieger
| Klasse  | Fahrer          | Fahrer       | Fahrzeug                     | Platzierung im Gesamtklassement |
| ------- | --------------- | ------------ | ---------------------------- | ------------------------------- |
| GTD-Pro | Katherine Legge | Sheena Monk  | Acura NSX GT3 Evo22          | Rang 10                         |
| GTD     | Ross Gunn       | Alex Riberas | Aston Martin Vantage AMR GT3 | Gesamtsieg                      |

### Renndaten
- Gemeldet: 20
- Gestartet: 20
- Gewertet: 17
- Rennklassen: 2
- Zuschauer: unbekannt
- Wetter am Renntag: trocken und warm
- Streckenlänge: 2,410 km
- Fahrzeit des Siegerteams: 2:40:25,371 Stunden
- Gesamtrunden des Siegerteams: 168
- Gesamtdistanz des Siegerteams: 404,880 km
- Siegerschnitt: 151,440 km/h
- Pole Position: Ross Gunn – Aston Martin Vantage AMR GT3 (#23) – 50,593 = 168,790 km/h
- Schnellste Rennrunde: Alex Ribeiras – Aston Martin Vantage AMR GT3 (#23) – 51,725 = 164,780 km/h
- Rennserie: 7. Lauf zur IMSA WeatherTech SportsCar Championship 2023